# Arachis cardenasii
Arachis cardenasii là một loại thảo mộc trong phân họ Đậu. Loại cây này được coi là nguồn gen để nghiên cứu sinh học thực vật của cây lạc (Arachis hypogaea); ví dụ như chi Cercospora kháng đốm lá.